# Gladiolus illyricus

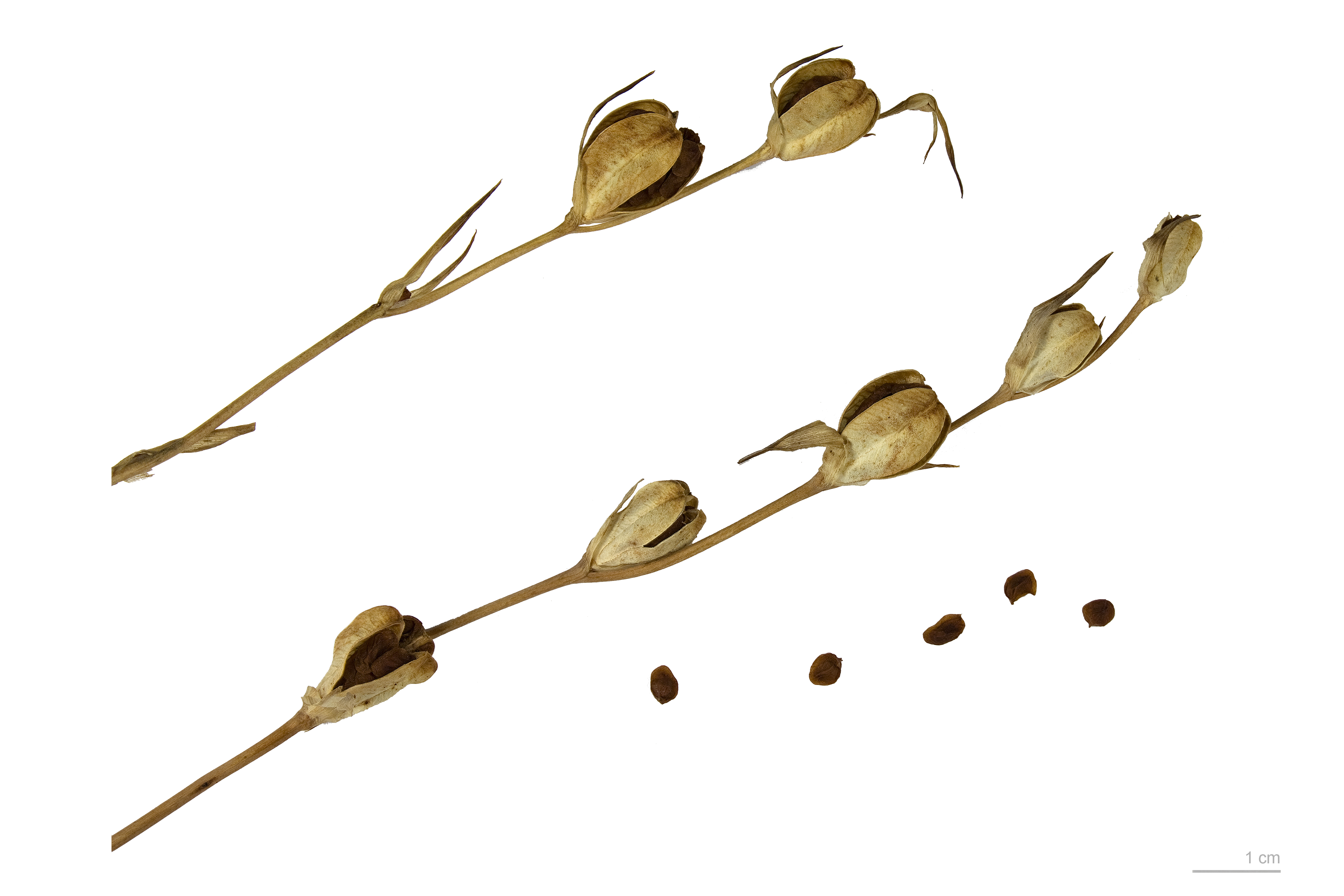
Gladiolus illyricus

Gladiolus illyricus là một loài thực vật có hoa trong họ Diên vĩ. Loài này được W.D.J.Koch miêu tả khoa học đầu tiên năm 1837.